# Справжні пильщики
Пильщики справжні, або тентредо, або пильщики (Tenthredo) — рід перетинчастокрилих з родини Пильщиків (Tenthredinidae).

## Опис
Дрібні і середнього розміру комахи. Довжина тіла від 8 до 16 мм. Очі великі. Обличчя і лиштва не розділені між собою добре вираженою борозенкою. Лиштва ширше, ніж відстань між очима внизу. При погляді збоку лоб не виступає перед очима. Нижній кут ока наближається до лиштви. Верхня губа без виїмки. Верхні щелепи з 4-5 зубчиками. На скронях і тімені розвинений потиличний кіль. Мають переважно дев'ятичленові щетинкоподібні або ниткоподібні вусики. Яйцеклад короткий, пилчастий, але його стулки видно на кінці черевця.
Личинки — несправжні гусениці — мають три пари почленованих грудних ніг і від шести до восьми пар черевних, або несправжніх, ніг, завдяки чому їх легко відрізнити від гусениць метеликів, що мають не більше п'яти пар несправжніх ніг. Дорослих комах можна часто можна зустріти на суцвіттях зонтичних і листках рослин.
Личинки більшості видів живуть відкрито на поверхні листків, об'їдаючи їх; в інших видів личинки живуть всередині своєрідних кулястих, пухирчастих чи іншої форми утворів-галів на листках та гілках, або вигризають м'якоть листка, проточують ходи в пагонах рослин, об'їдають бутони, а також живляться всередині молодих плодів яблуні, груші, сливи та ін. Личинки багатьох видів пильщиків є небезпечними масовими шкідниками сільськогосподарських та лісових рослин.
Дорослі форми рослиноїдні, хоч деякі види з роду Tenthredo, Macrophia та ін. в дорослій фазі можуть також живитися рослинною їжею, зокрема поїдають гусениць лускокрилих .

## Каріотип
Каріотип відомий у 75 видів родини. Число хромосом варіює від 16 до 42, але у більшості видів в диплоїдному наборі 20 хромосом. Чим більша кількість хромосом в наборі, тим більше акроцентричних хромосом, що вказує на утворення метацентричних хромосом шляхом злиття акроцентричних (робертсонівська транслокація) .

## Палеонтологія
Найбільш древні викопні представники (Tenthredo primordialis Piton 1940) знайдені у відкладеннях палеоцену у Франції (58,7 — 55,8 млн. років тому). Окрім того, відомі з еоцену в США (Колорадо), з олігоцену в Німеччині і міоцену в Китаї (Шаньдун) .

## Список видів родини
До складу родини входять наступні види:
| - Вид: Tenthredo abdominalis (Matsumura, 1912) - Вид: Tenthredo adusta Motschulsky, 1866 - Вид: Tenthredo albiventris (Mocsary, 1880) - Вид: Tenthredo alboannulata (Takeuchi, 1933) - Вид: Tenthredo algoviensis Enslin, 1912 - Вид: Tenthredo amoena Gravenhorst, 1807 - Вид: Tenthredo amurica Dalla Torre, 1894 - Вид: Tenthredo arctica (C. G. Thomson, 1870) - Вид: Tenthredo arcuata Foerster, 1771 - Вид: Tenthredo arida (Lacourt, 1995) - Вид: Tenthredo asperrima Lacourt, 1980 - Вид: Tenthredo babai Takeuchi, 1936 - Вид: Tenthredo basizonata Malaise, 1938 - Вид: Tenthredo bifasciata O. F. Muller, 1766 - Вид: Tenthredo bipunctula Klug, 1814 - Вид: Tenthredo bipunctulata Enslin, 1920 - Вид: Tenthredo bizonula (Enslin, 1910) - Вид: Tenthredo borea Enslin, 1919 - Вид: Tenthredo brachycera (Mocsary, 1909) - Вид: Tenthredo brevicornis (Konow, 1886) - Вид: Tenthredo campestris Linnaeus, 1758 - Вид: Tenthredo canariensis (Schedl, 1979) - Вид: Tenthredo caspia (Ed. Andre, 1881) - Вид: Tenthredo caucasica Eversmann, 1847 - Вид: Tenthredo clathrata Enslin, 1912 - Вид: Tenthredo colon KLug, 1814 - Вид: Tenthredo confusa Serville, 1823 - Вид: Tenthredo contigua (Konow, 1894) - Вид: Tenthredo contusa Enslin, 1920 - Вид: Tenthredo convergenata (Takeuchi, 1955) - Вид: Tenthredo costata Klug, 1817 - Вид: Tenthredo crassa Scopoli, 1763 - Вид: Tenthredo cunyi Konow, 1886 - Вид: Tenthredo cylindrica (Rohwer, 1911) - Вид: Tenthredo decens Zhelochovtsev, 1939 - Вид: Tenthredo devia (Konow, 1900) - Вид: Tenthredo diana Benson, 1968 - Вид: Tenthredo distinguenda Stein, 1885 - Вид: Tenthredo eburata Konow, 1900 - Вид: Tenthredo eburneifrons W. F. Kirby, 1882 - Вид: Tenthredo eduardi (Forsius, 1919) - Вид: Tenthredo emphytiformis Malaise, 1931 - Вид: Tenthredo enslini (Schirmer, 1913) - Вид: Tenthredo excellens (Konow, 1886) - Вид: Tenthredo fagi Panzer, 1798 - Вид: Tenthredo ferruginea Schrank, 1776 - Вид: Tenthredo finschi seguro Takeuchi, 1956 - Вид: Tenthredo flaveola Gmelin, 1790 - Вид: Tenthredo flavipectus (Matsumura, 1912) - Вид: Tenthredo flavipennis Brulle, 1832 - Вид: Tenthredo flavomandibulata (Matsumura, 1912) - Вид: Tenthredo frauenfeldii Giraud, 1857 - Вид: Tenthredo fukaii (Rohwer, 1910) - Вид: Tenthredo fuscoterminata Marlatt, 1898 - Вид: Tenthredo gifui Marlatt, 1898 - Вид: Tenthredo giraudi (Taeger, 1991) - Вид: Tenthredo hilaris F. Smith, 1874 - Вид: Tenthredo hokkaidonis (Malaise, 1931) - Вид: Tenthredo ignobilis Klug, 1814 - Вид: Tenthredo jacutensis (Konow, 1897) - Вид: Tenthredo jakutensis (Konow, 1897) - Вид: Tenthredo japonica (Mocsary, 1909) - Вид: Tenthredo jelochovcevi Vassilev, 1971 - Вид: Tenthredo jonoensis Matsumura, 1912 - Вид: Tenthredo jozana (Matsumura, 1912) - Вид: Tenthredo katsumii Togashi, 1974 - Вид: Tenthredo kiobii Togashi, 1973 - Вид: Tenthredo korabica Taeger, 1985 - Вид: Tenthredo kurilensis (Takeuchi, 1931) - Вид: Tenthredo lacourti Taeger, 1991 - Вид: Tenthredo largiflava (Enslin, 1910) - Вид: Tenthredo limbalis Spinola, 1843 - Вид: Tenthredo livida Linnaeus, 1758 - Вид: Tenthredo llorentei (Lacourt, 1995) - Вид: Tenthredo longipennis (Matsumura, 1912) - Вид: Tenthredo luteipennis Eversmann, 1847 - Вид: Tenthredo luteocincta Eversmann, 1847 - Вид: Tenthredo maculata Geoffroy, 1762 - Вид: Tenthredo maculipes Serville, 1823 - Вид: Tenthredo mandibularis Fabricius, 1804 - Вид: Tenthredo marginella Fabricius, 1793 - Вид: Tenthredo matsumurai (Takeuchi, 1933) - Вид: Tenthredo merceti (Konow, 1905) - Вид: Tenthredo meridiana Serville, 1823 - Вид: Tenthredo mesomela Linnaeus, 1758 - Вид: Tenthredo microps Konow, 1903 - Вид: Tenthredo mioceras Enslin, 1912 - Вид: Tenthredo mitsuhashii (Matsumura, 1920) - Вид: Tenthredo moniliata Klug, 1814 | - Вид: Tenthredo monozonus (Kriechbaumer, 1869) - Вид: Tenthredo mortivaga Marlatt, 1898 - Вид: Tenthredo nagaii (Togashi, 1963) - Вид: Tenthredo naraensis Kumamoto, 1987 - Вид: Tenthredo neobesa Zombori, 1980 - Вид: Tenthredo nevadensis Lacourt, 1980 - Вид: Tenthredo nigripleuris (Enslin, 1910) - Вид: Tenthredo nigropicta (F. Smith, 1874) - Вид: Tenthredo nitidiceps (Takeuchi, 1955) - Вид: Tenthredo notha Klug, 1814 - Вид: Tenthredo notomelas Enslin, 1920 - Вид: Tenthredo nympha Pesarini, 1999 - Вид: Tenthredo obsoleta Klug, 1814 - Вид: Tenthredo occupata Kumamoto, 1987 - Вид: Tenthredo okamotoi Inomata, 1967 - Вид: Tenthredo olivacea Klug, 1814 - Вид: Tenthredo omissa Foerster, 1844 - Вид: Tenthredo ornatularia Shinohara, 1994 - Вид: Tenthredo picticornis (Mocsary, 1909) - Вид: Tenthredo platycera (Mocsary, 1909) - Вид: Tenthredo procera Klug, 1814 - Вид: Tenthredo propinqua Klug, 1817 - Вид: Tenthredo providens F. Smith, 1874 - Вид: Tenthredo pyrenaea Taeger & Schmidt, 1992 - Вид: Tenthredo rubricoxis (Enslin, 1912) - Вид: Tenthredo rubrocaudata (Takeuchi, 1936) - Вид: Tenthredo sabariensis (Mocsary, 1880) - Вид: Tenthredo sakaguchii (Takeuchi, 1933) - Вид: Tenthredo sapporensis (Matsumura, 1912) - Вид: Tenthredo schaefferi Klug, 1814 - Вид: Tenthredo scrophulariae Linnaeus, 1758 - Вид: Tenthredo sebastiani (Lacourt, 1988) - Вид: Tenthredo segmentaria Fabricius, 1798 - Вид: Tenthredo sekidoensis Togashi, 1976 - Вид: Tenthredo semirufa (Ed. Andre, 1881) - Вид: Tenthredo shinoharai Togashi, 1974 - Вид: Tenthredo shishikuensis (Togashi, 1963) - Вид: Tenthredo silensis A. Costa, 1859 - Вид: Tenthredo simplex Dalla Torre, 1882 - Вид: Tenthredo smithiana Togashi, 1977 - Вид: Tenthredo smithii Kirby, 1882 - Вид: Tenthredo sobrina Eversmann, 1847 - Вид: Tenthredo solitaria Scopoli, 1763 - Вид: Tenthredo subolivacea (Takeuchi, 1955) - Вид: Tenthredo sulphuripes (Kriechbaumer, 1869) - Вид: Tenthredo takeuchii (Togashi, 1963) - Вид: Tenthredo tamanukii (Takeuchi, 1936) - Вид: Tenthredo tanakai Togashi, 1973 - Вид: Tenthredo temula Scopoli, 1763 - Вид: Tenthredo tenuivaginata (Takeuchi, 1955) - Вид: Tenthredo thompsoni (Curtis, 1839) - Вид: Tenthredo togashii Kumamoto et Shinohara, 1997 - Вид: Tenthredo trabeata Klug, 1814 - Вид: Tenthredo tsunekii Togashi, 1966 - Вид: Tenthredo umbrica Benson, 1959 - Вид: Tenthredo ussuriensis (Mocsary, 1909) - Вид: Tenthredo velox Fabricius, 1798 - Вид: Tenthredo versuta Mocsary, 1909 - Вид: Tenthredo vespa Retzius, 1783 - Вид: Tenthredo vespiformis Schrank, 1781 - Вид: Tenthredo vespula Kumamoto et Shinohara, 1997 - Вид: Tenthredo vilarrubiai (Conde, 1935) - Вид: Tenthredo violettae Lacourt, 1973 - Вид: Tenthredo viridatrix Malaise, 1931 - Вид: Tenthredo xanthopus Spinola, 1843 - Вид: Tenthredo xanthotarsis Cameron, 1876 - Вид: Tenthredo yezoensis Kumamoto, 1987 - Вид: Tenthredo zomborii Togashi, 1977 - Вид: Tenthredo zona Klug, 1814 - Вид: Tenthredo zonula Klug, 1814 - Підрід: Cuneala Zirngiebl, 1956 - Вид: Tenthredo amasiensis (Kriechbaumer, 1869) - Вид: Tenthredo confinis (Konow, 1886) - Підрід: Elinora Benson, 1946 - Вид: Tenthredo asiatica Enslin, 1910 - Вид: Tenthredo baetica Spinola, 1843 - Вид: Tenthredo dahlii Klug, 1817 - Вид: Tenthredo dominiquei Klug, 1817 - Вид: Tenthredo ornata André, 1881 - Підрід: Tenthredo Linnaeus 1758 - Вид: Tenthredo arcuata Forster, 1771 - Підрід: Tenthredella Rohwer, 1910 - Вид: Tenthredo atra Linnaeus, 1758 - Вид: Tenthredo balteata Klug, 1814 - Вид: Tenthredo livida Linnaeus, 1758 - Підрід: Cephaledo Zhelochovtsev, 1988 - Вид: Tenthredo bifasciata O. F. Müller, 1766 |